# Rubén Moraga
Rubén Joaquín Moraga Mamani (Iquique, 1 de julio de 1965) es un biólogo marino y político chileno, militante del Partido Comunista de Chile (PCCh). Se desempeñó como diputado por el distrito N.°2 de la Región de Tarapacá y como gobernador de la Provincia del Tamarugal. Luego ejerció como  Secretario Regional Ministerial de   Ciencia, Tecnología, Conocimiento e Innovación de la Macrozona Norte.

## Biografía
Hijo de Joaquín Segundo Moraga Mareño y Nilda Aurelia Mamani, desciende de una familia de origen aimara. Está casado con Betty Lilian Vallejos Robles, integrante del Comité Central del Partido Comunista de Chile, periodo 2020-2024.
Realizó sus estudios secundarios en el Liceo A-7 Bernardo O ́Higgins de Iquique, del cual egresó en 1982. Posteriormente, ingresó a la Universidad Arturo Prat (UNAP) titulándose de Biológo Marino en 1998. Magíster en Microbiología, en 2014 obtuvo el grado de Doctor en Ciencias Biológicas mención Microbiología por la Universidad de Antofagasta.
Desde el 2010 se ha desempeñado como académico e investigador de la Facultad de Recursos Naturales Renovables de la Universidad Arturo Prat de Iquique. Asimismo, se desempeñó como director general de Investigación, Innovación y Postgrado en la misma universidad, entre 2018 y 2019. Ha publicado diversos artículos científicos en revistas científicas en temas relacionados con ecología microbiana, microbiología ambiental y biotecnología.

## Trayectoria política
Ingresó al PCCh en 1983. Fue dirigente estudiantil y universitario en representación de la colectividad.
El 18 de noviembre de 2016 fue designado como gobernador de la Provincia del Tamarugal por la Presidenta Michelle Bachelet. Dejó el cargo en marzo de 2018, una vez finalizado el gobierno de la Nueva Mayoría.
El 22 de diciembre de 2020 fue nombrado por el comité central de su partido como nuevo diputado por el distrito 2 en reemplazo de Hugo Gutiérrez, quien dejó su puesto para asumir una candidatura en las elecciones de convencionales constituyentes. Asumió el cargo el 2 de marzo de 2021 y finalizó su período el 11 de marzo de 2022.
El 1 de abril de 2022 el presidente Gabriel Boric lo nombró  Secretario Regional Ministerial de   Ciencia, Tecnología, Conocimiento e Innovación de la Macrozona Norte, compuesta por las regiones de  Arica y Parinacota,  Tarapacá, Antofagasta y Atacama.